# Selena (Fluss)
Die Selena (ukrainisch Зелена) ist ein linker Nebenfluss des Inhulez im Zentrum der Ukraine vom 30 km Länge.
Der Fluss entspringt in der Nähe des Dorfes Selenyj Haj (ukrainisch Зелений Гай) im Rajon Oleksandrija in der Oblast Kirowohrad und fließt dann parallel mit der etwa 10 km weiter östlich fließenden Schowta nach Süden in den Rajon Petrowe, durch die Dörfer Selene, Jossypiwka und Oleksandro-Marjiwka (Teil der Gemeinde Kosazke) um nach 30 Kilometern in den zum Iskriwka-Stausee angestauten Inhulez zu münden.
Das Tal der Selena ist durchschnittlich 520 m breit und der Fluss durchschnittlich 1,5–2 m tief.
| Quelle |

| Mündung |

| Schowti Wody |

| Kropywnyzkyj |